# Sphedanus banna
Espèce
Synonymes
- Eurychoera banna Zhang, Zhu & Song, 2004

Sphedanus banna est une espèce d'araignées aranéomorphes de la famille des Pisauridae.

## Distribution
Cette espèce se rencontre en Chine au Yunnan et au Laos,.

## Description
La femelle holotype mesure 8,64 mm et le mâle paratype 4,50 mm, les mâles mesurent de 4,50 à 5,04 mm et les femelles de 8,64 à 9,14 mm.

## Publication originale
- Zhang, Zhu & Song, 2004 : A review of the Chinese nursery-web spiders (Araneae, Pisauridae). Journal of Arachnology, vol. 32, no 3, p. 353-417 (texte intégral).